# لورنزو مانزن
لورنزو مانزن (فرانسوی: Lorrenzo Manzin‎؛ زادهٔ ۲۶ ژوئیهٔ ۱۹۹۴) دوچرخه‌سوار اهل فرانسه است.
از باشگاه‌هایی که در آن رکاب زده‌است می‌توان به تیم دوچرخه‌سواری اف‌دی‌جی، و تیم دوچرخه‌سواری اف‌دی‌جی، و تیم دوچرخه‌سواری ویتال کونسپت اشاره کرد.